# Escuela Superior de Cine y Audiovisuales de Cataluña
La Escuela Superior de Cine y Audiovisuales de Cataluña es una escuela de cine y audiovisuales española. Ubicada actualmente en Tarrasa, la ESCAC se fundó en Barcelona en 1994 a partir de los estudios de la Escuela Pía de Sarriá de formación profesional. Está adscrita a la Universidad de Barcelona y actualmente la dirige el productor de cine Sergi Casamitjana.
Desde su fundación, cientos de alumnos de una veintena de nacionalidades diferentes han pasado por sus aulas. Entre sus graduados, destacan los catalanes Juan Antonio Bayona, Kike Maíllo, Mar Coll, Javier Ruiz Caldera, Óscar Faura, Daniel Aranyo, Marçal Forés, Aina Calleja, Carlos Catalán, Oriol Capel o Bet Rourich.

## Historia
Fundada por Josep Maixenchs en 1993, comienza su actividad en 1994 impartiendo un Graduado Superior en Cine y Audiovisuales. Con este primer graduado se vincula a la Universidad de Barcelona, con la que ha ido de la mano desde entonces.
Actualmente, ofrece el Grado y Máster Integrados en Cinematografía, el primero que se imparte en España. El precio actual del grado son 10.800 euros por curso, el cual aumenta 800 euros cada año.
En 2003 deja su sede del edificio de la Escuela Pía de Sarriá y se traslada a la ciudad de Tarrasa.

## La escuela
La ESCAC es un centro docente de carácter privado que forma profesionales en las diferentes ramas cinematográficas y del sector audiovisual. 
Su plan de estudios está encarado a preparar al alumnado de manera teórica y práctica en la realización de productos audiovisuales, incluyendo también los conocimientos necesarios para su comercialización.
Instituciones como la Academia de las Artes y de las Ciencias Cinematográficas, la SGAE, el Ayuntamiento de Tarrasa, Image Film, Luck Internacional y la Escuela Pía de Cataluña pertenecen a la fundación sin ánimo de lucro que gobierna la escuela. El centro se encuentra en permanente contacto directo con las principales empresas de producción y servicios de la industria audiovisual como Warner Bros., El deseo o Telecinco Cinema, algunas de las cuales participan en su programa de becas. Dispone, además, de tres edificios completamente equipados en la ciudad universitaria de Tarrasa.

## Estudios
El Grado y Máster Integrados en Cinematografía consta de tres años generales y dos de especialidad donde el alumno puede elegir una de las 9 especialidades que se imparten (dirección, producción, fotografía, montaje, guion, sonido, dirección artística, VFX y documental). En cada clase de especialidad no hay más de 12 alumnos.
La escuela ofrece también Másteres propios en dirección, montaje, producción, fotografía, arte, animación & VFX y Film Business.

## La productora
En 1999 se crea en el seno de ESCAC la productora Escándalo Films, con el propósito de impulsar los trabajos de sus alumnos y graduados catalanes. A lo largo de los años Escándalo Films fue ampliando sus áreas de actuación, siempre manteniendo su vínculo con la ESCAC.
En 2012 Escándalo Films da paso a ESCAC Films como productora de los trabajos surgidos de la escuela.

## Reconocimientos
ESCAC ha sido clasificada como una de las mejores escuelas de cine y audiovisuales del mundo por revistas internacionales como The Hollywood Reporter.
A través de sus productoras Escándalo Films y ESCAC Films ha ganado más de 500 premios internacionales con los filmes realizados por sus alumnos y graduados.
La escuela está integrada en el Centro Internacional de Enlace de Escuelas de Cine y Televisión con sede en Cannes (CILECT son sus iniciales en francés).

## Sede
Actualmente está situada en el Campus Universitario de Tarrasa, en la Calle Colón 84-90, en el edificio conocido como "La farinera".
También cuenta con aulas en el edificio de "Vapor", donde tiene sede la universidad de diseño de Tarrasa.